# Markham (Distrikt)
Der Markham-Distrikt ist ein Verwaltungsdistrikt in der Morobe-Provinz von Papua-Neuguinea. Er umfasst das Ramu-Tal und das Markham-Tal. Im Norden grenzt er an das Saruwaged-Gebirge. Die wichtigsten Orte sind Wantoat, Kaiapit, Yasuru und Imane.

## Geographie, Wirtschaft und Umwelt
Der jährliche Niederschlag beträgt zwischen 1600 und 2300 mm. Die Höhe über dem Meeresspiegel reicht von 150 m im Markham-Tal und über 3500 m in den Sarawaget-Bergen. Über die Hälfte des Distriktes ist unbewohnt.
Der Highlands Highlands Highway, der die Hafenstadt Lae mit dem neuguineischen Hochland verbindet, läuft durch den Distrikt. Durch die Straße ist der Zugang zu Märkten und staatlichen Dienstleistungen in Lae und entlang des Highways relativ gut. Das Jahreseinkommen der Menschen entlang der Straße ist mit durchschnittlich über 200 Kina pro Person (2000) sehr gut. Es wird v. a. durch den Verkauf von Betelnüssen und frischem Obst und Gemüse erzielt. In entlegenen Gebieten ist das Einkommen durch Betelnüsse und Kaffee erheblich geringer.

## Bevölkerung
In den ländlichen Gegenden lebten 2000 schätzungsweise 41.000 Menschen mit Bevölkerungsdichten zwischen 80 Menschen/km² (Wantoat, Yasuru, Imane) und 5 Menschen/km² (Mafu-Tal).
Im Markham-Distrikt werden die austronesischen Sprachen Adzera (ca. 20.000 Sprecher) und Ampeeli-Wojokeso (ca. 2.500) und die Trans-Neuguinea-Sprachen (siehe auch Papua-Sprachen) Waffa (ca. 1.000 Sprecher), Wantoat (8.000 bis 10.000 Sprecher), Awara (1.500 bis 2.000 Sprecher) und Irumu (ca. 1.500 Sprecher) gesprochen. Hinzu kommen eine Vielzahl kleinerer Sprachen.